# Nokia N82
O Nokia N82 é um celular voltado para fotografias, embora possua outras funções inerentes a qualquer smartphone. Seu lançamento foi no mês de novembro de 2007; já a versão na cor preta, saiu em maio de 2008. O N82 é um celular GSM Quad Band, ou seja, aceita chip GSM de qualquer operadora que trabalhe nas freqüências 850-900-1800-1900. Trabalha ainda em redes 3G, WCDMA HSDPA 2100 Mhz, além de se conectar via GPRS, EDGE e wi-fi, e suportar o sistema Bluetooth 2.0.
Alguns acessórios que vem junto com o celular, como o cabo conector RCA permitem ao usuário uma experiência agradável, pois pode-se jogar n-gage, visualizando o jogo na televisão ou ainda visualizar fotos e vídeos. O cabo USB por sua vez, facilita a comunicação do celular com o computador para a transferência de dados, como por exemplo as fotografias.

## Ponto forte: fotografia
O referencial deste smartphone é a fotografia. É considerado por sites especializados no assunto como um dos principais câmera-fone.[carece de fontes?] O aparelho vem com uma câmera de 5 mega pixels, zoom digital de até 20x, aliado com as lentes Carl Zeiss, além do flash de xenon que interfere diretamente na qualidade das fotos, fazendo com que o conjunto fotográfico do N82 fosse eleito em 2008 (pela TIPA) como o melhor celular na Europa para fotografias.[carece de fontes?]

## Praticidade e entretenimento
Há outras características que fazem deste aparelho um smartphone, como GPS, conexão com a internet via wi-fi, produção de vídeos, tocador mp3, a plataforma n-gage que oferece um leque de jogos e a possibilidade de o usuário poder enviar suas fotos e vídeos para álbuns virtuais e para o youtube, respectivamente.

## Sistema operacional
O sistema operacional do N82 é fácil e intuitivo, possibilitando a instalação de programas em Java e no próprio formato para Symbian, o que faz com que o usuário tenha muitas opções de personalização do aparelho, podendo usar por exemplo o Quick Office e nativos como o visualizador de arquivos do Office. O N82 roda Symbian OS versão 9.2 baseado na plataforma S60 3ª edição.

## Especificações técnicas
- Formato = Barra
- Sistema operacional = Symbian OS 9.2, S60 3ª edição
- Freqüência GSM = 850/900/1800/1900 MHz
- WCDMA HSDPA 2100 Mhz
- GPRS = Sim (Class 32, 107 kbit/s)
- EDGE-EGPRS = Sim (Class 32, 296 kbit/s; DTM Class 11, 177 kbit/s)
- Memória interna = 100 mb
- Slot para cartão de memória = Micro SD
- Câmera = 5 megapixels (2592 x 1944 pixels)
- Características da câmera: Automática, definições do usuário, close-up, retrato, paisagem, esportes, noite, retrato noturno
- Tons de cores = Normal, sepia, preto e branco, negativo, vivid
- Zoom = Digital até 20x
- Flash de xenon = Sim
- Editor de imagem = Sim
- Digital music player = suporta MP3/AAC/eAAC/eAAC+/WMA/M4A com playlists
- Viva voz integrado = Sim
- Rádio = FM estéreo (87.5-108 MHz)
- Bluetooth tecnologia wireless 2.0 com A2DP
- Integrated Assisted Global Positioning System (A-GPS)
- Aplicativo Nokia Maps = Sim
- Real Player = Media Player
- E-mail = (SMTP, IMAP4, POP3), MMS, SMS
- Duração da bateria (tempo estimado) = Até 4 horas em conversação e até 4 dias em espera